# کجل سونسون
کجل سونسون (انگلیسی: Kjell Svensson؛ زادهٔ ۱۰ september ۱۹۳۸ (۸۶ سال)) از برندگان مدال‌های بازی‌های المپیک زمستانی و ورزشکار هاکی روی یخ اهل سوئد است.
وی در مسابقات کشوری و بین‌المللی در مجموع برندهٔ ۱ مدال طلا، ۳ مدال نقره، ۱ مدال برنز شده‌است.